# 中国人民解放军空军哈尔滨飞行学院
中国人民解放军空军哈尔滨飞行学院，简称空军哈尔滨飞行学院，是空军初级指挥院校，隶属中国人民解放军北部战区空军。

## 沿革
空军第一飞行学院
- 1949年，在原东北老航校一大队的基础上组建中国人民解放军第一轰炸学校[1]。
- 1949年7月，经中央军委批准，定名中国人民解放军第一航空学校[2][1]。1949年12月1日正式创建[3]。
- 1976年4月，奉空军司令部命令，更名中国人民解放军空军第一航空学校[2][1]。
- 1986年9月，更名中国人民解放军空军第一飞行学院[1]。

空军第三飞行学院
- 1949年12月1日，以东北军区航空学校第二大队为基础，组建中国人民解放军第一飞行机械驱逐学校。校址在辽宁锦州，直属军委空军领导[4][5]。
- 1949年12月20日，更名中国人民解放军第三航空学校[4][5]。1950年1月16日，学校在同批组建的航校中第一个开飞[6]。
- 1976年4月5日，更名中国人民解放军空军第三航空学校[4]。1976年6月1日正式更名[5]。
- 1986年6月9日，更名中国人民解放军空军第三飞行学院[7][5]。

空军哈尔滨飞行学院
- 2011年，解放军四总部联合召开第十六次全军院校会议，决定将空军6所飞行学院整合组建为空军哈尔滨、石家庄、西安3所飞行学院[8]。
- 2012年4月25日，在军队编制体制改革中，空军第一飞行学院与空军第三飞行学院合并，整编为中国人民解放军空军哈尔滨飞行学院[9]。副军级[10]。隶属中国人民解放军沈阳军区空军。
- 2016年，在深化国防和军队改革中，由中国人民解放军沈阳军区空军转隶中国人民解放军北部战区空军[11]。
- 2017年，在深化国防和军队改革中，调整组建新的中国人民解放军空军哈尔滨飞行学院[12]。

## 历任领导
空军第一飞行学院
| 院长 - 刘善本（1949年—1950年6月，第一航空学校校长） - 吴恺（1950年6月—1950年11月，第一航空学校校长） - 张毅（？—1956年，第一航空学校副校长代校长） - 黄汉基（1953年—1958年，第一航空学校副校长主持工作） - 周兆平（？—？，第一航空学校校长） - 杨卫群（？—？，第一航空学校校长） …… - 韩喜堂（1983年5月—？，空军第一航空学校校长） - 杨冬林 空军大校（？—？，空军第一飞行学院院长） - 李绍敏 空军大校（1996年12月—2001年，空军第一飞行学院院长） - 战永胜 空军大校（2001年—2009年，空军第一飞行学院院长） - ？（2009年—2012年，空军第一飞行学院院长） | 政治委员 - 姚克佑（1949年—1950年，第一航空学校政治委员） - 王平水（1950年11月—1953年3月，第一航空学校政治委员） …… - 翟家俊（？—？，第一航空学校政治委员） - 郭壮（？—？，第一航空学校政治委员） …… - 陈德润（1983年5月—？，空军第一航空学校政治委员） - 康殿才 空军大校（？—？，空军第一飞行学院政治委员） - 安兆庆 空军大校（？—2009年，空军第一飞行学院政治委员） - 卢震 空军大校（2009年—2012年，空军第一飞行学院政治委员） |

空军第三飞行学院
| 院长 - 陈熙（1949年2月—1953年1月，第三航空学校校长） - 方槐（1953年2月—1955年1月，第三航空学校校长） - 林震（1955年2月—？，第三航空学校校长） - 焦延寿（1968年1月—1971年4月，第三航空学校校长） - 盛俐（1971年4月—1982年6月，第三航空学校、空军第三航空学校校长） - 周善祥（1982年6月—1983年5月，空军第三航空学校校长） - 梁洪（1983年5月—？，空军第三航空学校校长） - 王鹤林 空军大校（？—？，空军第三飞行学院院长） - 孙心电 空军大校（？—？，空军第三飞行学院院长） - 白崇明 空军大校（？—？，空军第三飞行学院院长） - 苗林 空军大校（？—？，空军第三飞行学院院长） - 吴惠明 空军大校（？—2012年，空军第三飞行学院院长） | 政治委员 - 王学武（1950年1月—？，第三航空学校政治委员） - 黄玉昆（1950年7月—？，第三航空学校政治委员） - 杨大伦（1954年6月—？，第三航空学校政治委员） - 高德襄（1960年3月—1968年12月，第三航空学校政治委员） - 汪朝谊（1969年8月—1981年3月，第三航空学校、空军第三航空学校政治委员） - 钟永顺（1981年4月—？，空军第三航空学校政治委员） - 姜言记 空军大校（？—？，空军第三飞行学院政治委员） - 崔可兵 空军大校（？—？，空军第三飞行学院政治委员） - 王保群 空军大校（？—？，空军第三飞行学院政治委员） - 陶大鹏 空军大校（？—2012年，空军第三飞行学院政治委员） |

空军哈尔滨飞行学院
| 院长 - 吴惠明 空军少将（2012年—） | 政治委员 - 李峰 空军少将（2012年—2015年7月） - 刘梦友 空军少将（2015年7月—） |